# بونالبو
بونالبو (به انگلیسی: Bonalbo) یک شهرک در استرالیا است که در نیو ساوت ولز واقع شده‌است.